# Christoph Thomas Scheffler

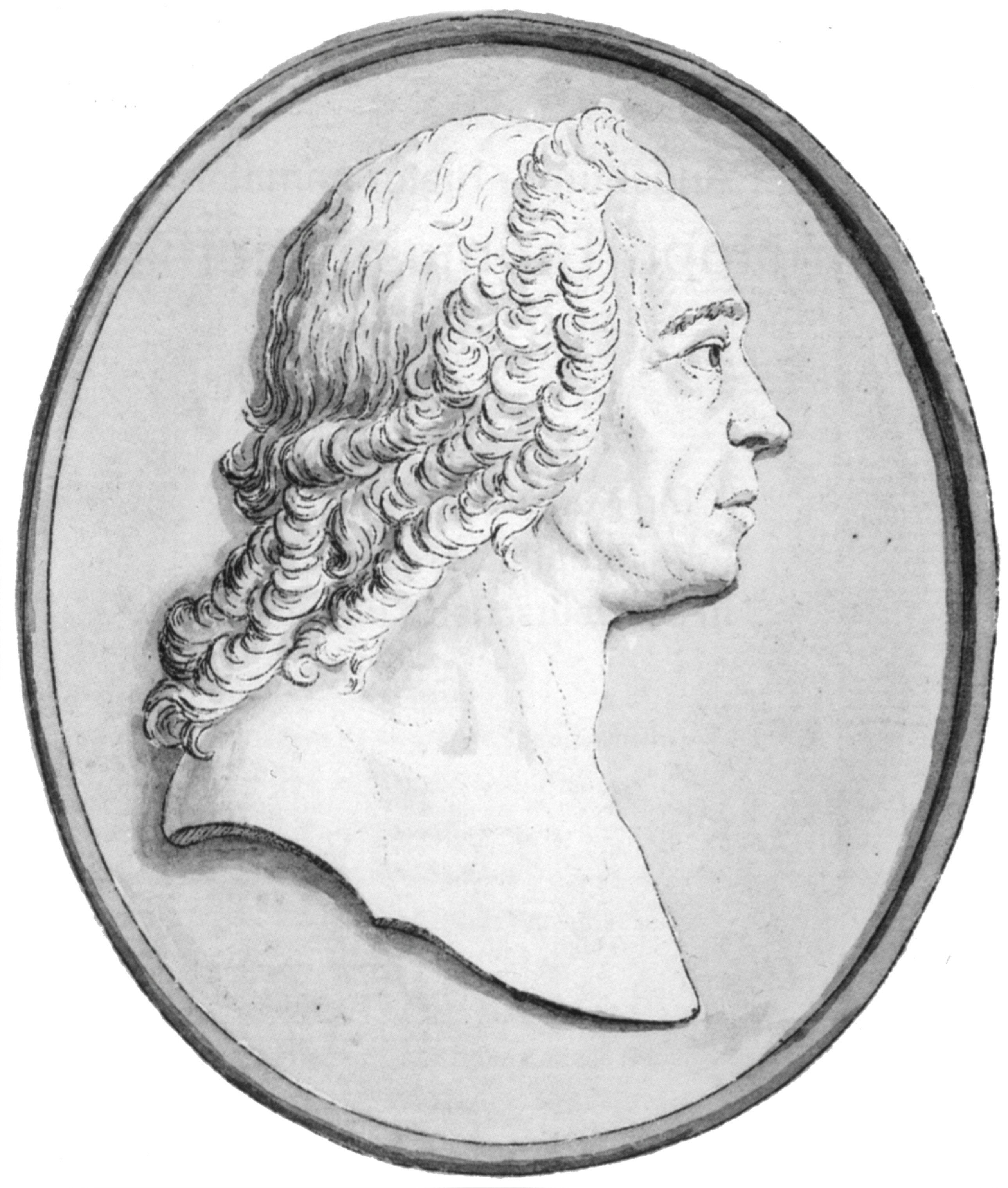
Christoph Thomas Scheffler

Christoph Thomas Scheffler (soms ook geschreven als Schäffler; Mainburg, 20 december 1699 – Augsburg, 25 januari 1756) was een Duits barok- en rococoschilder. Hij is vooral bekend vanwege zijn fresco’s.
Scheffler werd geboren in Mainburg als een van de drie zonen van Wolfgang Scheffler. Hij leerde het schildersvak van zijn vader. Tussen 1719 en 1722 werkte Scheffler als gezel voor Cosmas Damian Asam. In 1722 voegde hij zich bij de Jezuïeten als een lekenbroeder. Voor deze orde beschilderde hij enkele kerken, waaronder de fresco’s van de St. Cäcilia in Heusenstamm en de St. Paulin in Trier. Zijn fresco’s in de kapel van het Deutschhaus gingen verloren tijdens de Tweede Wereldoorlog.
Scheffler stierf in Augsburg in 1756.

## Galerij

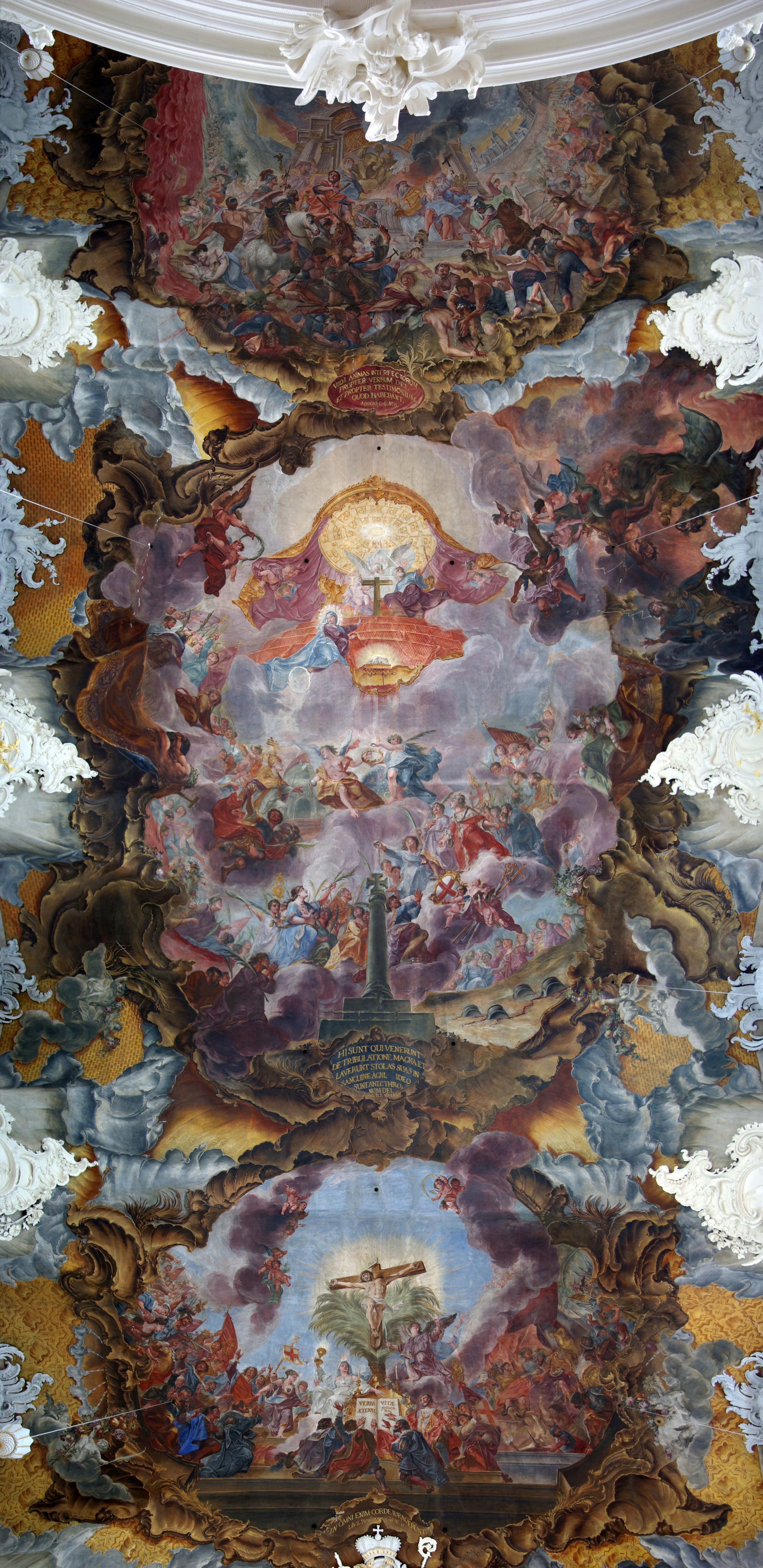
Fresco’s van Christoph Thomas Scheffler in de St. Paulinkerk in Trier
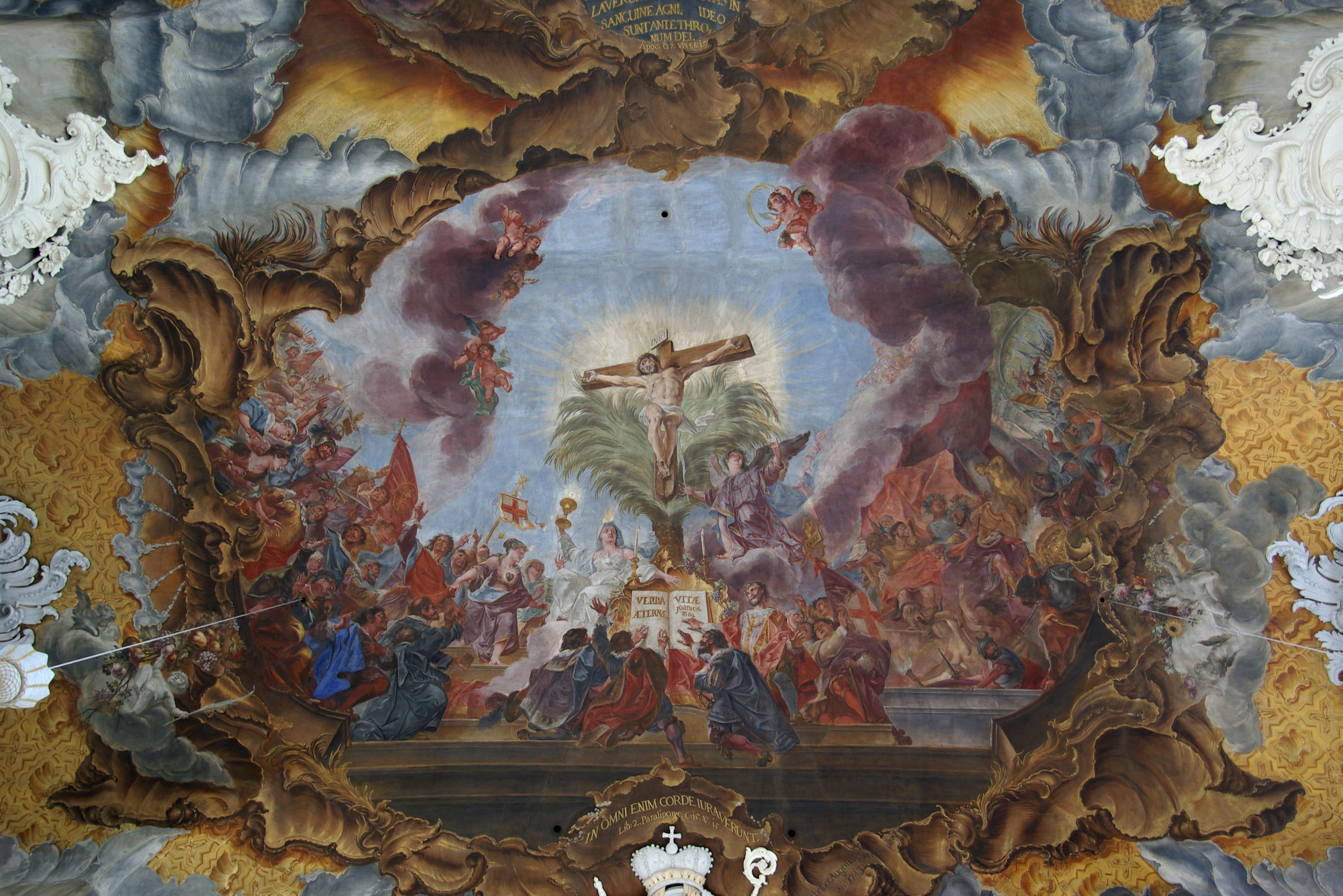
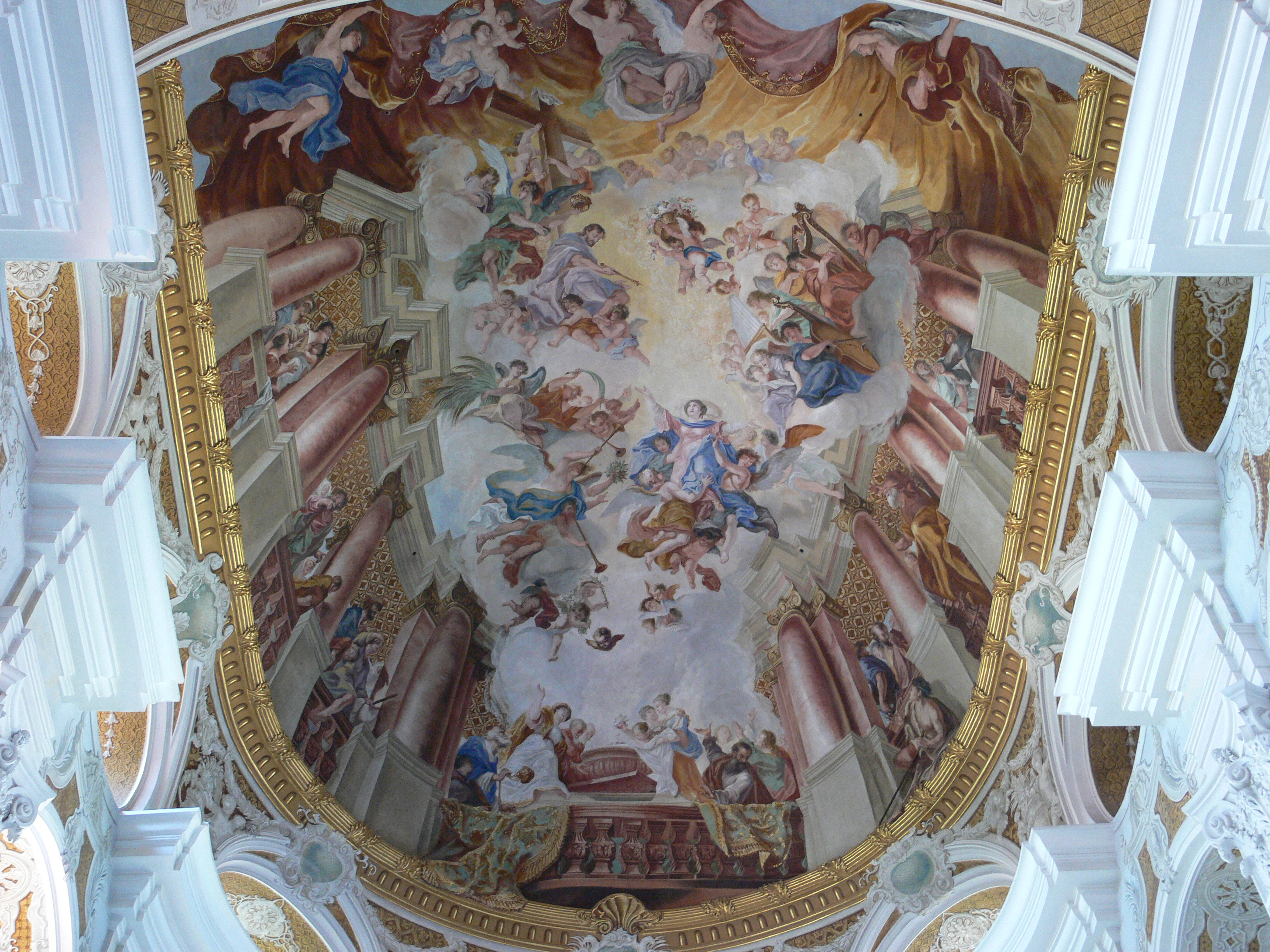